# Wartling
Wartling is een civil parish in het bestuurlijke gebied Wealden, in het Engelse graafschap East Sussex met 446 inwoners.